# Ignatas Konovalovas
Ignatas Konovalovas, né le 8 décembre 1985 à Panevėžys, est coureur cycliste lituanien, professionnel de 2008 à 2024.

## Biographie
Arrivé en France en 2006 au Vélo-Club La Pomme Marseille, il devient à 20 ans champion de Lituanie contre-la-montre. Il remporte également la Ronde de l'Isard. Il intègre l'équipe Crédit agricole en tant que stagiaire en 2007, puis en tant que professionnel en 2008. 
En 2009, il s'engage dans l'équipe Cervélo TestTeam. Il remporte, à la suite d'un contre-la-montre individuel, la 21e et dernière étape du Tour d'Italie. Il obtient également un nouveau titre de champion de Lituanie du contre-la-montre.
En 2011, après l'arrêt de l'équipe Cervélo TestTeam, il signe dans l'équipe espagnole Movistar.
Après deux ans dans l'équipe espagnole, il rejoint pour la saison 2013 l'équipe sud-africaine MTN-Qhubeka.
À la fin de la saison 2014, MTN-Qhubeka ne le conserve pas dans son effectif. Faute de trouver un nouvel employeur au niveau World Tour, Konovalovas se tourne vers l'équipe continentale française Marseille 13 KTM, qui l'engage pour 2015. Il y retrouve l'encadrement et certains coureurs déjà présents lors de son passage en catégorie espoirs, lorsque l'équipe s'appelait La Pomme-Marseille,. 
Sous ses nouvelles couleurs  il remporte le contre-la-montre par équipes du Circuit des Ardennes international et le classement général des Quatre Jours de Dunkerque au premier semestre de l'année 2015. Un peu plus tard dans la saison, il termine deuxième du Velothon Wales et troisième du championnat de Lituanie du contre-la-montre. En fin d'année, il signe un contrat avec l'équipe FDJ dirigée par Marc Madiot.
En 2016, Konovalovas fait partie de l'équipe FDJ qui remporte la première étape de La Méditerranéenne disputée en contre-la-montre par équipes, ce qui est une première pour la formation française dans son histoire. Après avoir terminé 134e du Tour d'Italie, il devient champion de Lituanie du contre-la-montre pour la cinquième fois de sa carrière.
La saison suivante, il remporte la cinquième étape des Quatre Jours de Dunkerque et réalise un doublé aux championnats de Lituanie, s'imposant sur le contre-la-montre et la course en ligne. Retenu pour participer à son deuxième Tour de France afin d'épauler Arnaud Démare lors des arrivées au sprint, il termine hors-délais, à ses côtés, au terme de la 9e étape.
Fin juillet 2019, il est présélectionné pour représenter son pays aux championnats d'Europe de cyclisme sur route. 
L'année suivante il participe à son sixième Tour d'Italie où il joue un rôle d’équipier précieux pour Arnaud Démare qui y remporte quatre étapes. 
En 2021 il participe aux championnats de Lituanie sur route sous un nouveau format qui réunit les coureurs de Lettonie, de Lituanie et d'Estonie. Il termine cinquième de l'épreuve, il est le premier Lituanien à franchir la ligne et s'offre donc le titre national avant de prendre part à son troisième Tour de France. Il y chute cependant dès la première étape et est contraint à l'abandon. Ayant subi une perte de connaissance, il est atteint d'un traumatisme crânien. Initialement en fin de contrat en fin d'année, Groupama-FDJ annonce en août une prolongation d'une saison.
En septembre 2022, l'équipe annonce que son contrat est à nouveau prolongé d'un an.
Il quitte le peloton professionnel et la formation dirigée par Marc Madiot à la fin de la saison 2024.

## Palmarès et classements mondiaux

### Palmarès sur route

#### Par années
| - 2005 - 3e du championnat de Lituanie du contre-la-montre - 2006 - Champion de Lituanie du contre-la-montre - Ronde de l'Isard d'Ariège : - Classement général - 1re étape - 2e du championnat de Lituanie sur route - 2e des Boucles du Sud Ardèche - 2007 - 3e étape de la Ronde de l'Isard d'Ariège (contre-la-montre) - Classement général du Tour du Pays Roannais - 2e du championnat de Lituanie du contre-la-montre - 2e du championnat de Lituanie sur route espoirs - 2e du championnat de Lituanie sur route - 2e du championnat de Lituanie du contre-la-montre espoirs - Médaillé d'argent du championnat d'Europe sur route espoirs - 2008 - Champion de Lituanie du contre-la-montre - 2e étape du Tour de Luxembourg - 2009 - Champion de Lituanie du contre-la-montre - Giro del Mendrisiotto - 21e étape du Tour d'Italie (contre-la-montre) - 8e du championnat du monde du contre-la-montre - 2010 - Champion de Lituanie du contre-la-montre - 2012 - 2e du championnat de Lituanie du contre-la-montre | - 2013 - Champion de Lituanie du contre-la-montre - 2e du championnat de Lituanie sur route - 2014 - 2e du championnat de Lituanie du contre-la-montre - 2015 - 3ea étape du Circuit des Ardennes international (contre-la-montre par équipes) - Classement général des Quatre Jours de Dunkerque - 2e du Velothon Wales - 3e du championnat de Lituanie du contre-la-montre - 3e du Circuit des Ardennes international - 3e du Critérium Nant'Est Entreprises - 2016 - Champion de Lituanie du contre-la-montre - 1re étape de La Méditerranéenne (contre-la-montre par équipes) - 2017 - Champion de Lituanie sur route - Champion de Lituanie du contre-la-montre - 5e étape des Quatre Jours de Dunkerque - 2018 - 2e du Tour du Doubs - 2021 - Champion de Lituanie sur route - 2022 - 3e du championnat de Lituanie sur route - 2023 - 3e du championnat de Lituanie sur route |  |

#### Résultats sur les grands tours

##### Tour de France
3 participations
- 2010 : 127e
- 2017 : hors délais (9e étape)
- 2021 : abandon (1re étape)

##### Tour d'Italie
8 participations
- 2009 : 90e, vainqueur de la 21e étape (contre-la-montre)
- 2010 : 106e
- 2011 : 102e
- 2016 : 134e
- 2019 : abandon (13e étape)
- 2020 : 124e
- 2022 : 115e
- 2023 : 105e

##### Tour d'Espagne
2 participations
- 2009 : non-partant (14e étape)
- 2011 : abandon (17e étape)

#### Classements mondiaux
| Année                                 | 2005  | 2006 | 2007 | 2008 | 2009 | 2010 | 2011 | 2012 | 2013 | 2014 | 2015 | 2016 | 2017 | 2018 | 2019  | 2020  | 2021 | 2022 | 2023  |
| ------------------------------------- | ----- | ---- | ---- | ---- | ---- | ---- | ---- | ---- | ---- | ---- | ---- | ---- | ---- | ---- | ----- | ----- | ---- | ---- | ----- |
| Calendrier mondial                    |       |      |      |      | 142e | 224e |      |      |      |      |      |      |      |      |       |       |      |      |       |
| UCI World Tour                        |       |      |      |      |      |      | nc   | nc   |      |      |      | nc   | 287e | nc   |       |       |      |      |       |
| Classement mondial                    |       |      |      |      |      |      |      |      |      |      |      | 757e | 294e | 845e | 3265e | 1967e | 540e | 866e | 1313e |
| UCI Europe Tour                       | 1282e | 172e | 192e |      | 206e | 456e |      |      | 368e | 306e | 31e  | 566e | 170e | 510e | 1987e | 1436e | 434e | 648e | nc    |
| UCI Oceania Tour                      | nc    | nc   | nc   |      | nc   | 61e  |      |      | nc   | nc   | nc   | nc   | nc   | nc   |       |       |      |      |       |
|                                       |       |      |      |      |      |      |      |      |      |      |      |      |      |      |       |       |      |      |       |
| Légende : nc = non classéSource : UCI |       |      |      |      |      |      |      |      |      |      |      |      |      |      |       |       |      |      |       |

### Palmarès sur piste

#### Jeux olympiques
- Athènes 2004
  - 8e de la poursuite par équipes[10] (éliminé au premier tour[11]).

#### Championnats d'Europe
- Moscou 2003
  -  Médaille de bronze de la poursuite par équipes juniors
- Fiorenzuola d'Arda 2005
  -  Médaille de bronze de la poursuite par équipes espoirs
- Athènes 2006
  -  Médaille de bronze de la poursuite par équipes espoirs